# Turbinellidae
Turbinellidae (nomeadas, no passado, Vasidae H. Adams & A. Adams, 1853 ou Xancidae Pilsbry, 1922 e conhecidas, em inglês, por chank shells ou vase shells) é uma pequena família de moluscos gastrópodes marinhos predadores, classificada por William John Swainson, em 1835, e pertencente à subclasse Caenogastropoda, na ordem Neogastropoda. Sua distribuição geográfica abrange principalmente os oceanos tropicais da Terra, em águas rasas.

## Descrição
Compreende, esta família, caramujos ou búzios de conchas, muitas vezes, sólidas e pesadas, com espiral moderadamente baixa (salvo algumas exceções, como Altivasum flindersi, do sudoeste da Austrália). Sua superfície vai de lisa a profundamente esculpida com grossas espinescências e tubérculos. Os Turbinellidae raramente ultrapassam os 15 centímetros de comprimento; com apenas Syrinx aruana chegando a 91 centímetros no Pacífico. Na subfamília Turbinellinae o lábio externo é mais arredondado e o canal sifonal se apresenta mais destacado do que na subfamília Vasinae. Geralmente as espécies apresentam grossas pregas columelares. Possuem opérculo córneo.

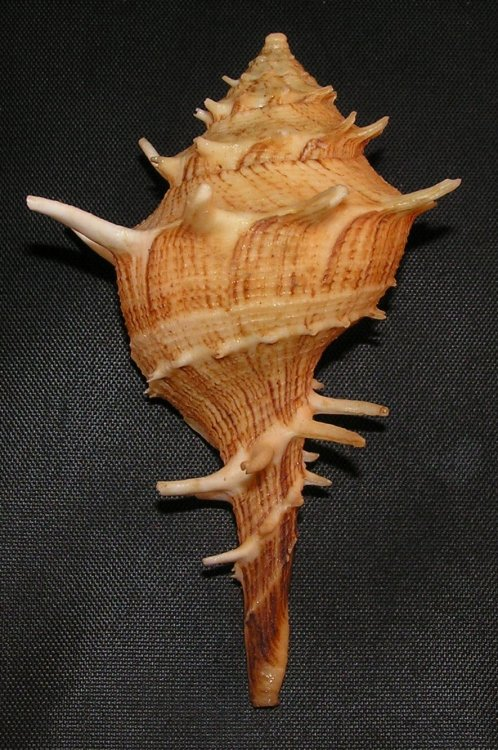
Uma concha de Tudivasum armigerum (A. Adams, 1856), ex Tudicla armigera[9], espécie da Austrália.[2] Na subfamília Turbinellinae o canal sifonal se apresenta mais destacado do que na subfamília Vasinae, porém há exceções.

## Classificação deTurbinellidae: subfamílias e gêneros viventes
De acordo com o World Register of Marine Species, suprimidos os sinônimos e gêneros extintos.
Subfamília Turbinellinae Swainson, 1835 / chank shells
Cryptofusus Beu, 2011
Syrinx Röding, 1798 (espécie de gênero monotípico: Syrinx aruana)
Turbinella Lamarck, 1799 (ex Xancus Röding, 1798)
Subfamília Vasinae H. Adams & A. Adams, 1853 (1840) / vase shells
Altivasum Hedley, 1914
Enigmavasum Poppe & Tagaro, 2005 (espécie de gênero monotípico: Enigmavasum enigmaticum)
Tudivasum Rosenberg & Petit, 1987
Vasum Röding, 1798

## Taxonomia
Alguns gêneros como Afer e Tudicla (algumas espécies), pertencentes a esta família no século XX, foram transferidos para novos taxa, não mais fazendo parte dos Turbinellidae.

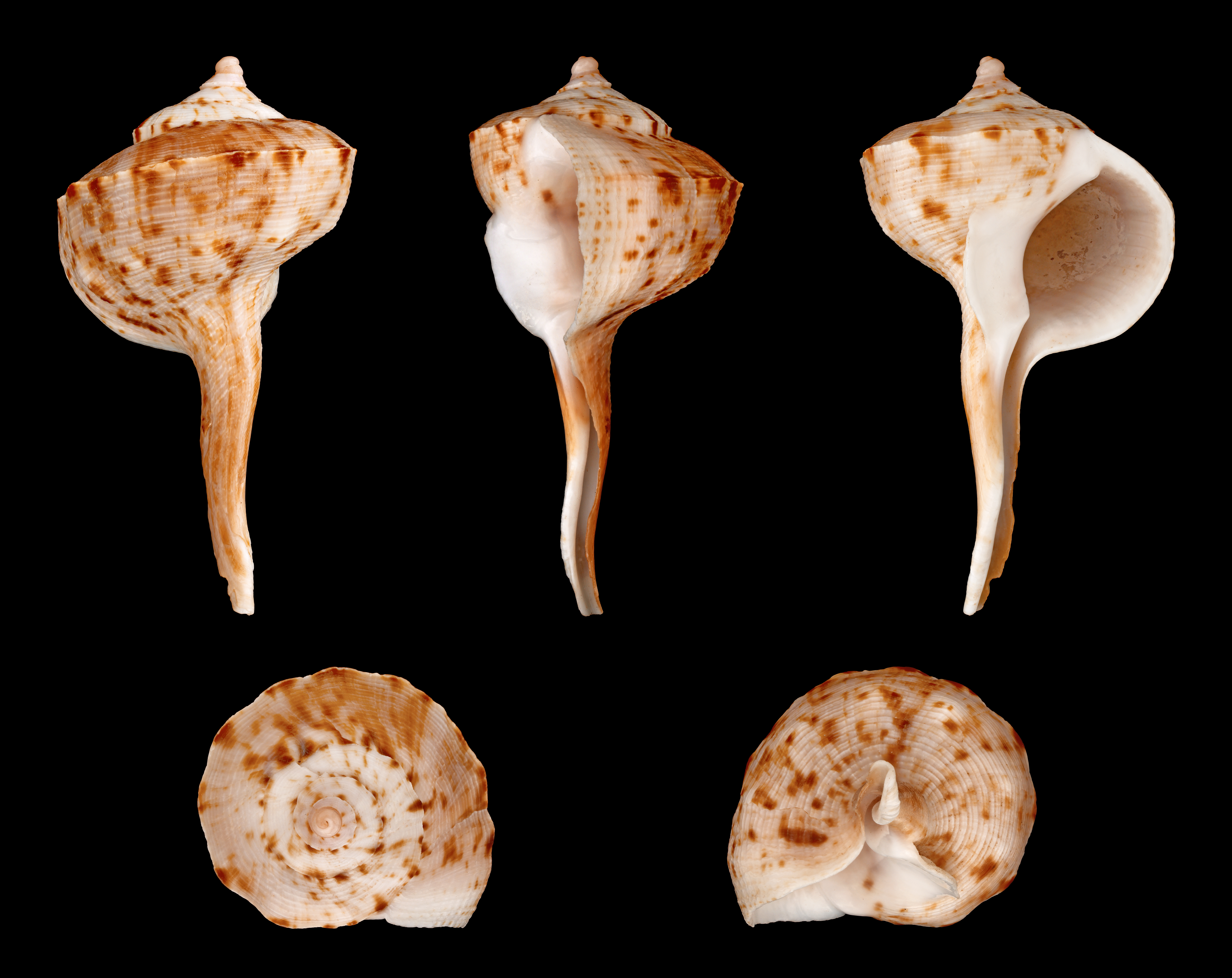
Cinco vistas da concha de Tudicla spirillus (Linnaeus, 1767), um ex Turbinellidae do oceano Índico; agora na família Tudiclidae.